# Konrad I. Češki
Konrad I. Brnjenski (češko Konrád I. Brněnský) iz dinastije Přemyslidov je bil leta 1092 osem mesecev vojvoda Češke, * okoli 1035, † 6. september 1092.

## Življenje
Bil je tretji sin vojvode Břetislava I. in Judite Schweinfurtske in naslednik svojega brata in kralja Vratislava II. Prošnja, da bi cesar Henrik IV. tudi njemu podellil kraljevski naslov, ni bila uslišana, ker kraljevski naslov njegovega brata ni bil deden.
Preden je postal vojvoda Češke je od leta 1054 vladal na Moravskem kot vojvoda Brna in Znojma, kar je bilo običajno za mlajše brate vladajočega vojvode. 

## Družina
V zakonu z Virpirko Tenglinško je imel dva sinova:
- Oldřicha (Ulrika), od leta 1092 do 1097 in od 1100 do njegove smrti 11. novembra  1113 brnskega udjelnika (knez), in
- Litolda (Leopolda), od leta 1092 do 1097 in od 1100 do njegove smrti 15. marca 1112 znojmskega udjelnika.

Na vojvodskem položaju ga je nasledil nečak Břetislav II.